# Protobothrops mangshanensis
Protobothrops mangshanensis е вид змия от семейство Отровници (Viperidae). Видът е застрашен от изчезване.

## Разпространение
Видът е ендемичен за провинциите Хунан и Гуандун в Китай.